# Никола Иванов (ВМОРО)
Вижте пояснителната страница за други личности с името Никола Иванов.
Никола Иванов Диев, наричан Кулиман (Колиман, Кольоман, Гулиман), е български революционер, войвода на чета на Вътрешната македоно-одринска революционна организация.

## Биография
Кулиман изпадна поле да разшета 
 поле да разшета - сиромашки ниви. 
 Кат ги завидел дор тримина геги 
 дор тримина геги, геги арнаути, 
 Абре, геги, геги, геги арнаути, 
 що ги пасете сиромашки ниви. 
 Абре, Кольо, Кольо, Кольо Колимане, 
 не си кадия, нази да съдиш. 
 Абре геги, геги, геги арнаути, 
 не сом кадия, ама ке ви съдам. 
 Първа пушка пукна - на Арман-кя овчарот. 
 Втора пушка пукна - на Арман-кя - синот. 
 Трета пушка пукна - на Арман-кя челто!
Иванов е роден в 1877 година във воденското село Кронцелево, което тогава е в Османската империя (днес Керасиес, Гърция). Убива трима албанци в Саракиново и започва да се укрива. Оттогава е песента „Кулиман изпадна поле да разшета“.
В началото на XX век влиза във ВМОРО и става нелегален. В 1902 година е четник при Христо Гърков, Георги Тоцев, а по-късно става помощник-войвода на Лука Иванов. Заедно с Иванчо Христов Хаджията от Месимер убиват от завист Тодорчо от Тушим, наследил убития войвода Лука Иванов. След това и двамата водят малки четнически отделения от по 6 души в района.
| Чета на Никола Иванов, 23 декември 1904 година | Чета на Никола Иванов, 23 декември 1904 година | Чета на Никола Иванов, 23 декември 1904 година | Чета на Никола Иванов, 23 декември 1904 година | Чета на Никола Иванов, 23 декември 1904 година |
| Номер                                          | Име                                            | Селище                                         | Околия                                         | Забележка                                      |
| ---------------------------------------------- | ---------------------------------------------- | ---------------------------------------------- | ---------------------------------------------- | ---------------------------------------------- |
| 1.                                             | Никола Иванов                                  | Кронцелево                                     | Воденска                                       |                                                |
| 2.                                             | Гуши Гешев                                     | Воден                                          | Воденска                                       |                                                |
| 3.                                             | Диме Митрев                                    | Кронцелево                                     | Воденска                                       |                                                |
| 4.                                             | Ташо Атанасов                                  | Кронцелево                                     | Воденска                                       |                                                |
| 5.                                             | Ташо Мицев                                     | Воден                                          | Воденска                                       |                                                |
| 6.                                             | Вани Андев                                     | Месимер                                        | Воденска                                       |                                                |
| 7.                                             | Сотир Ташов                                    | Пашмани                                        | Воденска                                       |                                                |
| 8.                                             | Димитър Далкалъчев                             | Владово                                        | Воденска                                       |                                                |
| 9.                                             | Сотир Гарелов                                  | Нисим                                          | Воденска                                       |                                                |
| 10.                                            | Сотир Николов                                  | Месимер                                        | Воденска                                       |                                                |
| 11.                                            | Ташо Караджов                                  | Месимер                                        | Воденска                                       |                                                |
| 12.                                            | Георги Танев                                   | Саракиново                                     | Воденска                                       |                                                |
| 13.                                            | Мицо Фиданов                                   | Месимер                                        | Воденска                                       |                                                |
| 14.                                            | Стефан Костов                                  | Калофер                                        | Карловска                                      |                                                |
| 15.                                            | Мильо Трайчев                                  | Струмица                                       | Струмишка                                      |                                                |
| 16.                                            | Васил Филев                                    | Клиново                                        | Битолска                                       |                                                |
| 17.                                            | Стефан Ив. Калайджиев                          | Хасково                                        | Хасковска                                      |                                                |
| 18.                                            | Костадин Теофилов                              | Пловдив                                        | Пловдивска                                     |                                                |
| 19.                                            | Петър Д. Буйовчето                             | Орхание                                        | Орханийска                                     |                                                |
| 20.                                            | Захари Т. Захариев                             | Панагюрище                                     | Панагюрска                                     |                                                |
| 21.                                            | Тодор Бистреков                                | Панагюрище                                     | Панагюрска                                     |                                                |
| 22.                                            | Никола Тодоров                                 | Сърбиново                                      | Джумайска                                      |                                                |
| 23.                                            | Никола п. Стефанов                             | Охрид                                          | Охридска                                       |                                                |
| 24.                                            | Петър Георгиев                                 | Горно Броди                                    | Сярска                                         |                                                |
| 25.                                            | Ташо Димов                                     | Вълкоянево                                     | Воденска                                       |                                                |
| 26.                                            | Ване Данев                                     | Чичигък                                        | Воденска                                       |                                                |
| 27.                                            | Атанас Василев                                 | Острово                                        | Воденска                                       |                                                |
| 28.                                            | Йордан Лазаров                                 | Ихтиман                                        | Самоковска                                     |                                                |
| 28.                                            | Павел Иванов                                   | Кюстендил                                      | Кюстендилска                                   |                                                |
| 28.                                            | Никола Гогов                                   | Браковец                                       | Софийска                                       | [ 6 ]                                          |

| Чета на Никола Иванов, 9 юли 1907 година | Чета на Никола Иванов, 9 юли 1907 година | Чета на Никола Иванов, 9 юли 1907 година | Чета на Никола Иванов, 9 юли 1907 година | Чета на Никола Иванов, 9 юли 1907 година |
| Номер                                    | Име                                      | Селище                                   | Околия                                   | Забележка                                |
| ---------------------------------------- | ---------------------------------------- | ---------------------------------------- | ---------------------------------------- | ---------------------------------------- |
| 1.                                       | Никола Иванов                            | Кронцелево                               | Воденска                                 |                                          |
| 2.                                       | Георги Христов                           | Баровица                                 | Ениджевардарска                          |                                          |
| 3.                                       | Стоян Георгиев                           | Кадино село                              | Ениджевардарска                          |                                          |
| 4.                                       | Атанас Донев                             | Царвор                                   | Берска                                   |                                          |
| 5.                                       | Алек. Иванов                             | София                                    |                                          |                                          |
| 6.                                       | Ташо Танасов                             | Кронцелево                               | Воденска                                 | [ 7 ]                                    |

След Младотурската революция се легализира и е посрещнат тържествено във Воден заедно с Нацо Настев и Димо Ковачев от Воден. След убийството на един албанец обаче отново става нелегален заедно с четника си Гьоше. Двамата са убити в засада на 7 септември 1909 година по пътя между Саракиново и Кронцелево.
За него се пее народната песен:
| „ | Ка излезел Кольоман, Саракинско поле, там си найдел Кольоман до тримина геги, дек си пасат овци в сиромашки ниви. Се разлютил Кольоман на тримина геги, та отепал Кольоман геги-арнаути, та си раздал овци на сиромаси. | “ |